# 타리아풀밭쥐
타리아풀밭쥐(Akodon pervalens)는 비단털쥐과에 속하는 남아메리카 설치류이다. 볼리비아의 토착종으로 아르헨티나에서도 서식하는 것으로 추정된다.